# Palazzo Tardiani
Il Palazzo Tardiani, già Ospedale Vecchio, è un edificio dalle forme tardo-rinascimentali situato in piazza XI Febbraio, accanto alla chiesa di Sant'Antonino, a Borgo Val di Taro, in provincia di Parma; costituisce la sede della Comunità montana Valli del Taro e del Ceno.

## Storia
Il palazzo fu innalzato verso la fine del XVI secolo; secondo la tradizione l'edificio apparteneva alla famiglia Tardiani, ma dagli ultimi anni del XX secolo sono stati più volte espressi forti dubbi sul legame tra la famiglia e la struttura, che sarebbe probabilmente nata già quale sede di un ospedale intitolato a santa Maria e san Lazzaro. Uno studio del 2002 ribalterebbe nuovamente tale ipotesi, grazie al rinvenimento nella chiesa di Santa Teresa del Bambin Gesù di Parma di una targa commemorativa del nobile Giandomenico Tardiani, che alla sua scomparsa nel 1872 aveva designato i "poveri infermi di Borgotaro per testamento eredi di pingue sostanza"; di conseguenza il palazzo sarebbe stato trasformato in nosocomio solo in epoca ben successiva alla sua edificazione, mentre dalle origini avrebbe costituito per tre secoli la residenza dell'importante famiglia borgotarese.
Per certo l'ospedale, gestito dalla confraternita dei Disciplinati, funzionò fino al 1948, quando l'edificio fu venduto alla vicina chiesa di Sant'Antonino e col ricavato fu innalzata l'attuale struttura ospedaliera di Borgo Val di Taro.
Caduto in parziale abbandono, il palazzo fu acquistato negli ultimi anni del XX secolo dalla Comunità montana Valli del Taro e del Ceno, che nel 1999 ne avviò i lavori di restauro per trasformarlo nella propria sede.

## Descrizione

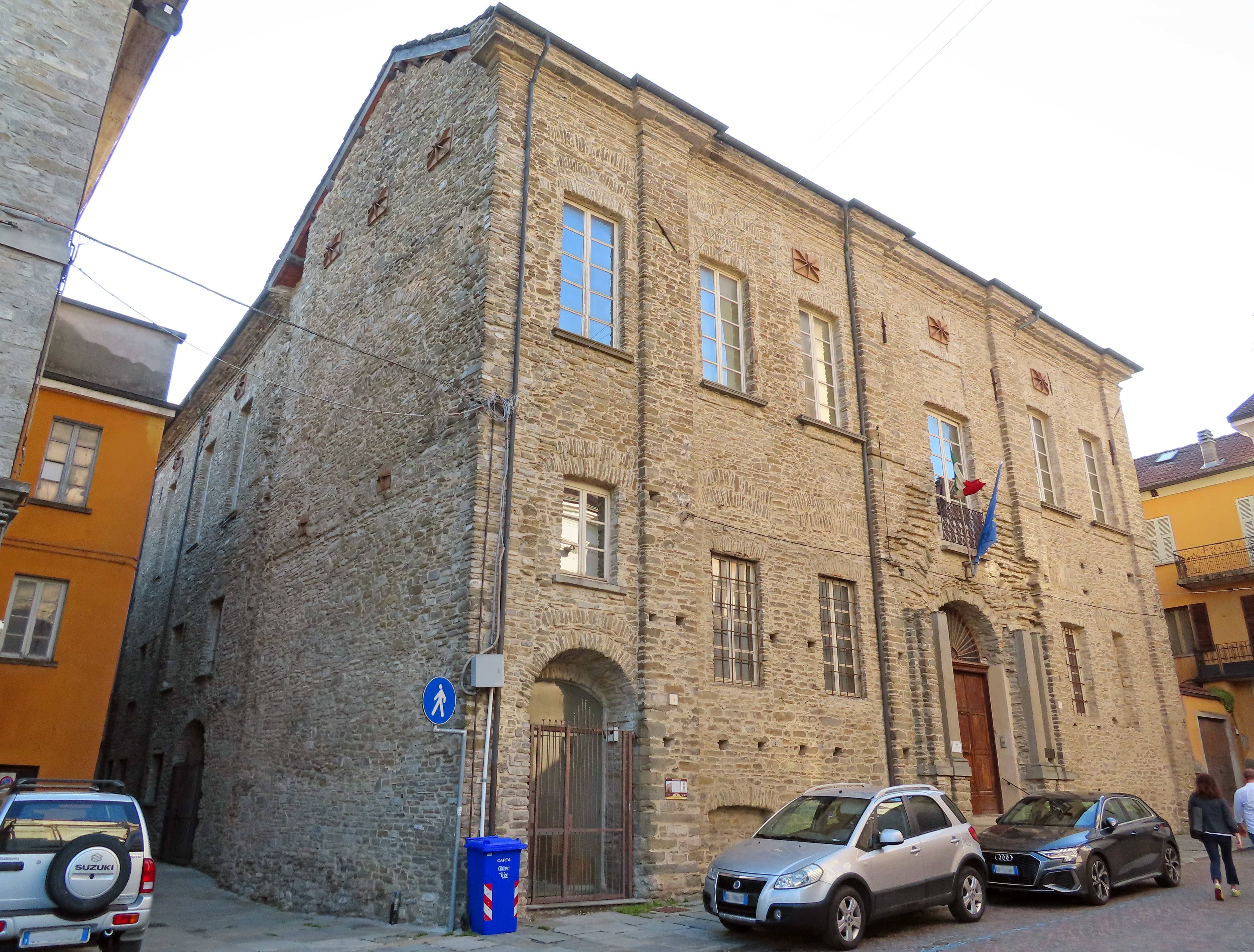
Facciata e lato sud-est

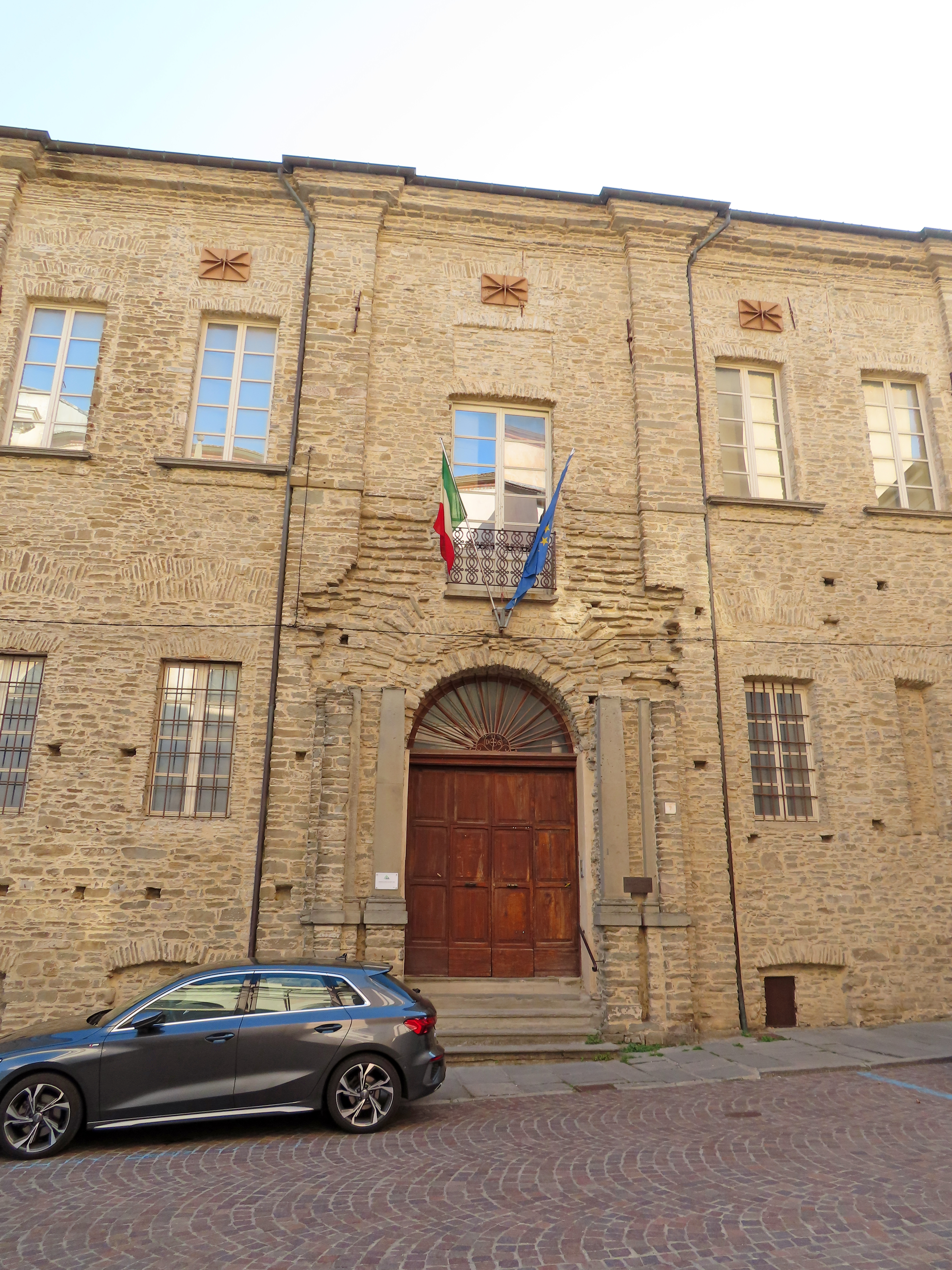
Facciata

Il palazzo si sviluppa su una pianta rettangolare ad angolo tra piazza XI Febbraio e la strettissima via Enrico Toti.
La facciata, incompiuta, è interamente rivestita in conci irregolari di pietre; alcune lesene scandiscono in quattro parti il prospetto, con ingresso decentrato ad arco a tutto sesto affiancato dagli abbozzi di pilastrini binati in arenaria, privi del frontone di coronamento; al di sopra si apre una portafinestra con balaustra in ferro battuto. In sommità un profondo cornicione spezzato chiude la facciata.
All'interno sono degni di nota l'atrio e lo scalone; al primo piano è presente inoltre una grande sala convegni coperta da volta a botte, affacciata verso la piazza.